# 拉斯穆斯·劳厄
拉斯穆斯·劳厄（丹麥語：Rasmus Lauge，1991年6月20日—），丹麦前男子手球运动员。他曾代表丹麦国家队参加2012年夏季奥林匹克运动会男子手球比赛，结果获得第六名。